# Muro Leccese
Muro Leccese är en ort och kommun i provinsen Lecce i regionen Apulien i Italien. Kommunen hade 4 929 invånare (2017).